# Germán Cabrera
Germán Cabrera (Las Piedras, Canelones, 2 de mayo de 1903 - Montevideo, 30 de mayo de 1990) fue un artista plástico uruguayo.

## Biografía
Estudió escultura en el Círculo de Bellas Artes con Luis Falcini entre los años 1918 y 1926, en la Academia Collarossi, con Despiau, y en la Grande Chaumiere, con Antoine Bourdelle entre los años 1926 y 1928.
En 1930, comenzó a ejercer la docencia en varias instituciones de Uruguay. Viajó a Caracas (Venezuela) en 1938 y regresó al Uruguay en 1944. Tras otro período en Venezuela (1946/1951) se radicó definitivamente  en Montevideo.  
Germán Cabrera utiliza el desecho en varias obras de integración con la arquitectura y de diseño industrial.
En la actualidad el Liceo N°2 de Las Piedras lleva su nombre, es un Liceo público, laico y gratuito de primer ciclo ubicado en Avenida Artigas entre las calles Ramón Massini y 18 de Julio. La biblioteca de dicho liceo fue en 2012 nombrada Miguel Ángel Pareja en homenaje a la amistad que compartieron ambos escultores pedrenses.

## Selección de obras
- Regreso, 1958
- Mendicante, 1958
- Silencio IX, 1961
- Hierro XV, 1962
- Inquietud, 1966
- Un día de estos, 1967
- Desplazamiento, 1975-76
- Caballero inexistente, 1964
- Puerta monumental del Banco Hipotecario de Rocha, quince relieves en bronce, 1954
- Fachada en Sede del Club Nacional de Football, mural en relieve, 1955
- Escultura en hierro en el frente de la Caja Nacional de Ahorro Postal de Paysandú, 1955
- Trece tallas en piedra en la torre de la Iglesia de los Mormones, 1956
- Decoraciones en chapas esmaltadas, relieves en piedra, en vidrio, en numerosos edificios comerciales y de apartamentos de Montevideo.[2]
- La familia

## Premios
- Medalla de Oro en la Exposición Internacional (París, 1937)

- Premio Adquisición en la Exposición Nacional del Museo de Bellas Artes (Caracas, 1939)

- 1.er. Premio en el Concurso Internacional del Monumento a Páez (1940)

- 2.º. Premio en el Salón del Ateneo, 1943

- Adquisición de obra para el Museo Nacional, 1943

- 1 er. Premio del Salón Nacional de Bellas Artes, 1944.

- 1.er. Premio Salón Centenario y Beca de Escultura, Uruguay, 1930

- Premio Escultura (beca) en el Salón Bienal de Artes Plásticas, Uruguay, 1959

- 1.er. Premio por su obra "Caballero inexistente" en el 1.er. Jardín de Escultura Actual al Aire Libre del I.G.E. (Uruguay, 1964).[2]

## Exposiciones
- Salón Oficial de Artistas del Uruguay, (Buenos Aires, 1932)

- Salón de Otoño, (París, 1937)

- Salón de las Tullerías, (París, 1938)

- Exposición Cabrera-Monsanto, en la Escuela de Artes Plásticas, (Caracas, 1939);

- Salón Ateneo (Caracas, 1945)

- Salón Nacional de Bellas Artes (Caracas, 1947),

- Salones Nacionales (Caracas, 1948/49)

- Exposición latinoamericana de Bellas Artes (Riverside Museum, Nueva York, 1940)

- 6.ª. Bienal de San Pablo (Brasil, 1961)

- Bienal de Venecia (Italia, 1962).[3]